# شبكة علوم الحاسوب
شبكة علوم الحاسوب (بالإنجليزية: Computer Science Network CSNET) كانت شبكة نقل بيانات بدأ تشغيلها في الولايات المتحدة في العام 1981م بهدف توسيع المجالات التي يتمّ فيها الاستفادة من الشبكات لتشمل أقسام علوم الحاسوب في المعاهد الأكاديمية والبحثية التي لم تستطيع الاتصال بشكل مباشر معشبكة الأربانت، إما بسبب التمويل أو بسبب الحاجة للتصاريح.
لعبت شبكة علوم الحاسوب دوراً هاماً في التوعية لأهمية النفاذ إلى شبكات الاتصال على المستوى القومي في الولايات المتحدة، وكانت خطوة أساسية لتطوير ما يعرف اليوم باسم شبكة الإنترنت. تمّ تمويل الشبكة من قبل مؤسسة العلوم القومية الأمريكية لمدة ثلاث سنوات، منذ انطلاقها في العام 1981م حتى العام 1984م.
أُخرجت الشبكة من الخدمة في العام 1991م.

## نبذة تاريخية
قامت مجموعة من الجامعات والمراكز البحثية بتكليف لورانس لاندويبر (Lawrence Landweber) بإعداد المقترح الأصلي لإنشاء الشبكة، تكوّن هذا التحالف من معهد جورجيا التقني وجامعة منيسوتا وجامعة نيومكسيكو وجامعة أوكلاهوما وجامعة بيردو وجامعة كاليفورنيا في بركلي وجامعة يوتا وجامعة واشنطن وجامعة ويسكونسن-ماديسون وجامعة ييل.
كان الاقتراح مُثيراً للاهتمام، ولكنّه بحاجة لمزيد من الدراسة والتنقيح، لذلك طلبت مؤسسة العلوم القومية الأمريكية من ديفيد فاربر (David J. Farber) في جامعة ديلوير (University of Delaware) مراجعة الاقتراح، أخيراً دعمه كل من فينت سيرف ووكالة مشاريع الأبحاث الدفاعية. في العام 1980م، قدمت مؤسسة العلوم القومية الأمريكية 5 ملايين دولار لتشغيل الشبكة، مع اشتراط أن تكون الشبكة قادرة على التمويل الذاتي مع حلول العام 1986م.
تكوّن فريق إدارة الشبكة من فاربر ولاندويبر بالإضافة لبيتير دينينغ (Peter Denning) من جامعة بيردو وأنتوني هيران (Anthony Hearn) من مؤسسة راند، وبيل كيرن من مؤسسة العلوم القومية الأمريكية. بعد أن أصبحت الشبكة في طور التشغيل التام في العام 1984م، تمّ نقل إدارة الشبكة إلى شركة بي بي إن للتكنولوجيا.
كان هدف الفريق المسؤول عن تطوير الشبكة هو إنجاز بنية تسمح للمواقع التي لا تتصل مع شبكة الأربانت أن تستخدم حزمة بروتوكولات أكس 25 (X.25) للاتصال فيما بينها، على غرار شبكة تيلي نت. سمحت هذه البنية للأنظمة التي تستخدم حزمة بروتوكولات الإنترنت باستخدام معدات شبكة أكس 25، ونجحت هذه الجهود في تبادل رزم بروتوكول الإنترنت. بعد ذلك، تمّ وصل الشبكة مع شبكة الأربانت، لتلعب هذه الشبكة دور بوابة مكنت المواقع غير المتصلة مع شبكة الأربانت من الحصول على خدماتها مثل البريد الإلكتروني أو خدمة نقل الملفات وغيرها.
بحلول العام 1981م، وصلت الشبكة بين ثلاث مواقع هي جامعة ديلوير وجامعة برنستون وجامعة بيردو، وأصبح عدد المواقع في العام التالي 24 موقعاً ثم ازداد ليُصبح 84 في العام 1984م، متضمناً موقعاً في إسرائيل. بعد ذلك بدأت الشبكة بالتمدد دوليّاً، ووصلت بين أقسام علوم الحاسب في كندا وأستراليا والنمسا وألمانيا وكوريا الجنوبية واليابان. في أقصى اتساعها وصلت الشبكة بين 180 معهداً ومؤسسة علمية، وسمحت بالتواصل بين أكثر من 50 ألف باحث حول العالم.
سمحت الشبكة للمُتصلين معها بالوصول إلى واحدة من أوائل توزيعات البرمجيات المجانية عبر الشبكة وهي نت ليب (Netlib). عملت شبكة علوم الحاسب بشكلٍ مُستقل حتى العام 1989م، ثُمّ تمّ دمجها مع شبكة بت نت (BITNET) التي كانت تُدار من قبل مؤسسة الأبحاث والشبكات التعليمية (CREN).
كان نجاح شبكة علوم الحاسب هو الدافع الرئيسي لتطوير شبكة مؤسسة العلوم القومية (NSFNet)، والتي أصبحت لاحقاً أحد أعمدة شبكة الإنترنت، لاحقاً في شهر أوكتوبر من العام 1991م، أُخرجت شبكة علوم الحاسب من الخدمة. في العام 2007، منحت جمعية الإنترنت جائزة جوناثان بوستال لشبكة علوم الحاسب بسبب دورها الرائد في المشاركة بتطوير شبكة الإنترنت.

## تفاصيل تقنية
قدّمت الشبكة ثلاث خدمات رئيسية، الأولى هي خدمة تحويل البريد الإلكتروني، وقد أشرف على تطويرها كل من جامعة ديلوير ومؤسسة راند، والثانية هي خدمة الأسماء وطوّرتها جامعة ويسكونسن، والثالثة هي تقنية نفقيّة تسمح باستخدام حزمة بروتوكولات الإنترنت في شبكة حزمة بروتوكولات أكس 25 وأشرفت عليها جامعة بيردو.
سُميت خدمة تحويل البريد الألكتروني فون نت (Phonenet) بسبب اعتمادها على برمجية توزيع قنوات الهاتف المُسماة أم أم دي أف (MMDF). سمحت خدمة الأسماء بالبحث عن عناوين البريد الإلكتروني في قاعدة البيانات اعتماداً على خصائص المستخدم، مع إمكانيّة إنجاز البحث بشكلٍ آليّ أو يدوياً. أمّا التقنية النفقية فقد سمحت لمراكز الأبحاث بالنفاذ إلى شبكة الأربانت باستخدام حزمة بروتوكولات الإنترنت، اعتماداً على تقنيّة نفقية عبر شبكة علوم الحاسب التي تُشغّل حزمة بروتوكولات أكس 25.
طوّرت شبكة علوم الحاسب بالأساس اعتماداً على نظام يونيكس في أحد الحواسب الصغيرة المُصنعة من قبل شركة ديجيتال إكوبمينت وهو بالتحديد الحاسوب فاكس-11 (VAX-11)، لكنها توسّعت لاحقاً ودعمت مجموعة مُتنوعة من المنصات وأنظمة التشغيل.

## وصلات خارجية
- شبكة علوم الحاسب، مقالة على موقع livinginternetنسخة محفوظة 3 أكتوبر 2017 على موقع واي باك مشين.